# Saverio Landolina

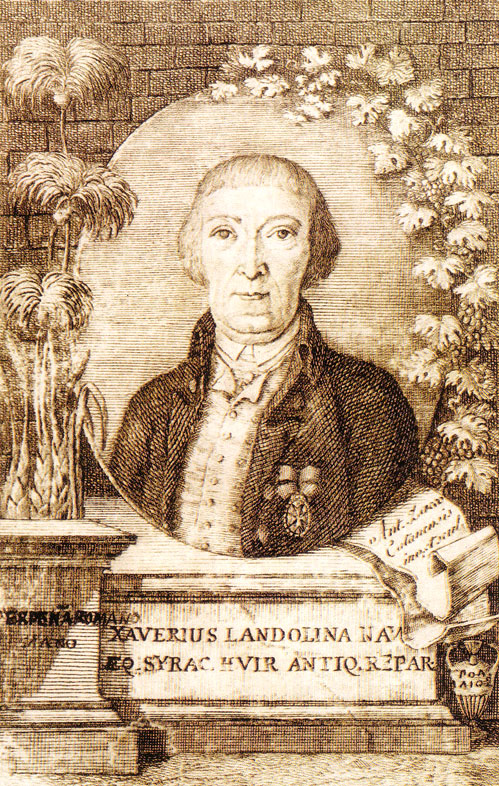
Saverio Landolina (Stich von Antonio Zacco)

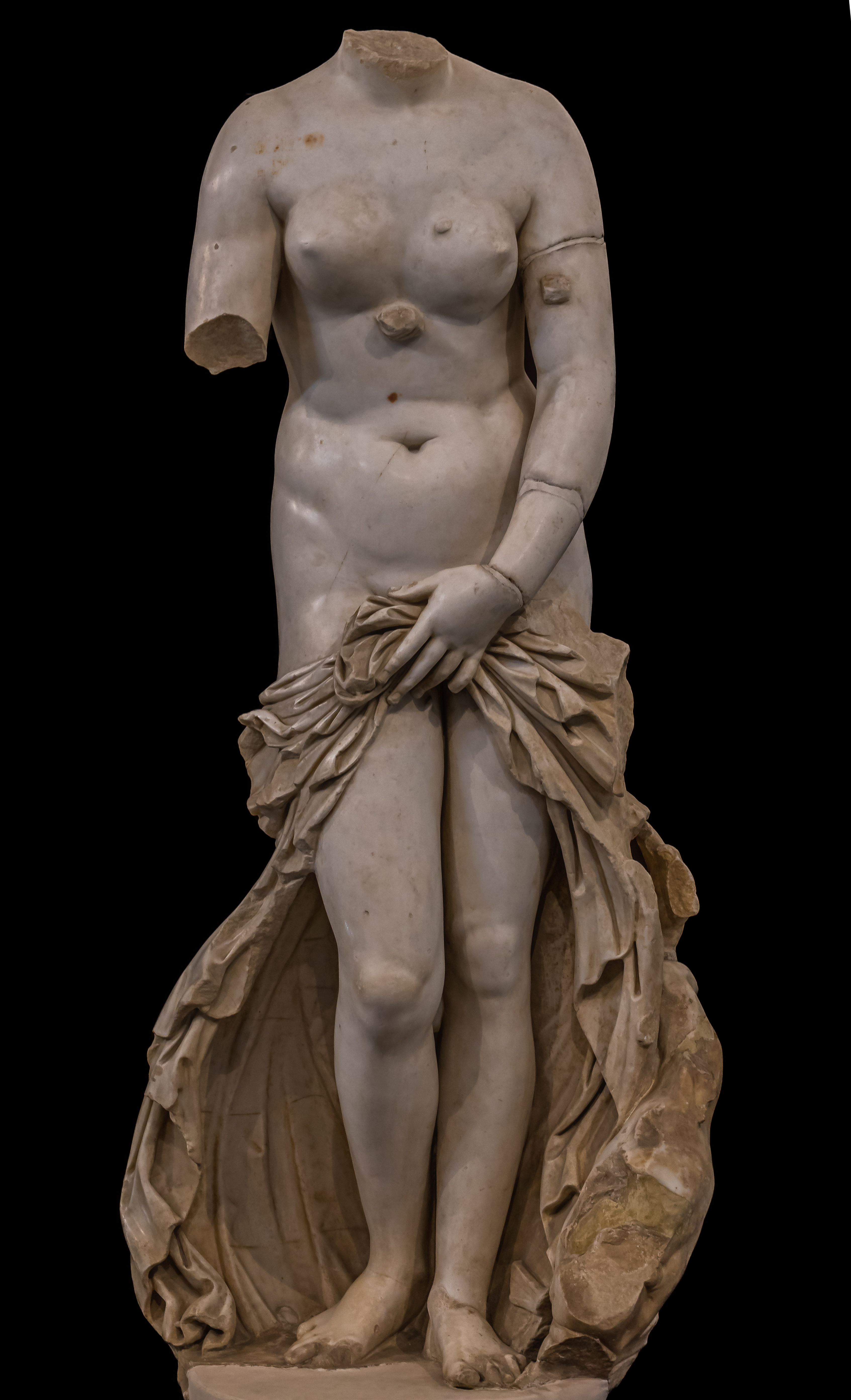
Venus Landolina

Saverio Landolina Nava (* 17. Februar 1743 in Catania; † 1814 in Syrakus) war ein italienischer Archäologe und Naturwissenschaftler.

## Leben und Wirkung
Landolina forschte in seiner Heimat Sizilien besonders zur Antike und ihren Überresten sowie zum Vulkanismus. Als erster soll er wieder nach den alten Angaben Papyrus hergestellt haben. Auch gründete er in Syrakus ein erstes archäologisches Museum. Landolina wurde auch durch die Entdeckung der „Venus Landolina“ bekannt, die heute im Museo Archeologico Regionale Paolo Orsi ausgestellt ist. Er entdeckte die Marmorfigur 1804 in einem kleinen Tempel in Syrakus. 1811 gründete er dort ein erstes Museum.
Für Heinrich Gentz, den Grafen Stolberg, Johann Gottfried Seume und andere berühmte Reisende gehörte ein Besuch bei Landolina zum festen Programm ihrer Aufenthalte in Italien.
Johann Heinrich Bartels’ „Briefe über Kalabrien und Sizilien“ (1. Band 1787, 2. Band 1789, 3. Band 1792), die zu den wichtigsten Reiseführern deutscher Italienreisender um 1800 gehörten, speisen sich in großen Teilen aus Mitteilungen Landolinas.
1791 wurde er zum korrespondierenden Mitglied der Göttinger Akademie der Wissenschaften gewählt.